# Sorita (kommunhuvudort)
Zorita del Maestrazgo är en kommunhuvudort i Spanien.   Den ligger i provinsen Província de Castelló och regionen Valencia, i den östra delen av landet, 300 km öster om huvudstaden Madrid. Zorita del Maestrazgo ligger 656 meter över havet och antalet invånare är 132.
Terrängen runt Zorita del Maestrazgo är huvudsakligen lite kuperad. Zorita del Maestrazgo ligger nere i en dal. Runt Zorita del Maestrazgo är det mycket glesbefolkat, med 6 invånare per kvadratkilometer. Närmaste större samhälle är Morella, 13,3 km söder om Zorita del Maestrazgo. 